# Blennidus poncei
Blennidus poncei là một loài bọ chân chạy thuộc phân họ Pterostichinae. Loài này được Straneo mô tả năm 1991.